# ОШ „Јован Цвијић” Београд
ОШ „Јован Цвијић“ једна је од основних школа на Палилули. Налази се у улици Данила Илића 1 на Старој Карабурми.

## Историјат
Школа је отворена у оквиру фабрике од стране Владе Илића, власника штофаре на Карабурми, 1923. године. Основана је на иницијативу радника и угледних људи, а по одобрењу  Министарства просвете Краљевине Срба,Хрвата и Словенаца, као истурено одељење основне школе „Вишњичке”.
Познато је да се школа 1929. године звала „Штофара Илић”, али је на захтев радника штофаре од 1931. године понела име српског научника, географа Јована Цвијића. Из круга фабрике школа је измештена 1934. године на земљиште које су донирали индустријалци браћа Ивковић, где је школа сазидана и данас се ту налази.

## Школа данас
Данас се настава одвија у 12 кабинета и 7 учионица за разредну наставу. За ученике првог и другог разреда постоји продужени боравака у учионицама које су посебно опремљене у ту сврху. Школа се налази у мирном делу Карабурме.